# Herrmann Friedrich David Bauer
Herrmann Friedrich David Bauer (* 1754 in Pyritz in Pommern; † 28. Februar 1822 in Potsdam) war ein preußischer Jurist und Beamter.

## Leben

### Familie
Herrmann Friedrich David Bauer war der Sohn von Johann Friedrich Bauer, einem Kaufmann, der sich 1777 um den Vertrieb von Wollwaren von Pyritz nach Hamburg, Danzig und Polen bemühte. Ursprünglich betrieb er eine Materialwarenhandlung, die er jedoch um 1780 aufgrund seines Alters nicht mehr aktiv führte.
Am 10. Juli 1783 heiratete er in Stettin Friederica Augusta (* 19. Oktober 1763), die Tochter des Stettiner Kaufmanns Gotthilf Friedrich Tilebein; allerdings wurde die Ehe einige Jahre später geschieden.
In zweiter Ehe heiratete er 1800 die Schwester seiner ersten Ehefrau, Caroline Henriette (* 26. Juni 1761; † 30. November 1801 in Berlin). Im Juli 1806 verlobte sich seine jüngste Stieftochter, Eleonore Pieske (andere Quelle Piefke), mit dem Amtmann Karl Friedrich Wilhelm Lüdke in Brunn bei Neustadt/Dosse.

### Werdegang
Bis zu seinem 14. Lebensjahr erhielt Herrmann Friedrich David Bauer Unterricht im Elternhaus durch Hauslehrer. 1768 trat er als Schüler in das Joachimsthalsche Gymnasium in Berlin ein und schloss die Schule 1772 ab. Anschließend widmete er sich vom 22. Mai 1772 bis 1775 dem Studium der Rechtswissenschaften an der Universität Halle. Während dieser Zeit erhielt er zusätzlich öffentlichen und privaten Unterricht von dem mit ihm verwandten Hochschullehrer Johann Peter Eberhard in den mathematischen und physikalischen Wissenschaften. Nach seinem Studium kehrte er für ein Jahr zu seinem Vater zurück, um die Universitätslektionen zu repetieren und sich auf den Kameraldienst vorzubereiten.
1776 wurde er als Referendar bei der pommerschen Kriegs- und Domänenkammer (KDK) in Stettin eingesetzt. Während seines Referendariats reiste er mit Billigung des Generaldirektoriums zusammen mit Hofrat Eckerelts nach Dänemark und Schweden, um seine Kenntnisse im Handelsbereich zu erweitern. Nach seiner Rückkehr assistierte er dem Hofrat bei dessen Geschäften.
Bereits am 26. November 1779 war er für eine Ratsstelle vorgesehen und bestand am 6. Mai 1780 das große Examen mit gutem Erfolg. Noch im Mai 1780 wurde er zum Kriegs- und Domänenrat in Stettin ernannt, wo er für den bereits versetzten Johann Friedrich von Schütz eintrat.
Im Mai 1801 wurde er zum geheimen Kriegsrat ernannt und als Extraordinarius ins pommersche Departement des Generaldirektoriums nach Berlin versetzt. Sein Amt in Stettin übergab er dem Assessor Friedrich Ehrenreich Jacob von Ferber (1777–1802).
Ab November 1802 war er als Vortragender Rat bei der Oberrechenkammer und seit 1805 als Geheimer Oberrechnungsrat tätig.

## Mitgliedschaften
Etwa seit 1775 war Herrmann Friedrich David Bauer Mitglied einer Freimaurerloge, was auf ein Interesse an sozialen und philosophischen Themen hindeutet, das in seiner Zeit nicht unüblich war.